# Prośno
Prośno (deutsch Pörschken) ist ein Ort in der polnischen Woiwodschaft Ermland-Masuren. Er gehört zur Stadt-und-Land-Gemeinde Morąg (Mohrungen) im Powiat Ostródzki (Osterode).

## Geographie
Prośno liegt am Ostufer des Jezioro Pieszkowo (Pörschken-See), elf Kilometer südlich der Stadt Morąg und ist über eine Stichstraße von Miłomłyn (Liebemühl), an der Schnellstraße 7 über Tarda (Tharden) zu erreichen.

## Ortsname
Der deutsche Name „Pörschken“ kam in Ostpreußen noch einmal als Pörschken im Landkreis Heiligenbeil vor. Diese Ortsstelle (in der russischen Oblast Kaliningrad) gehört heute zu Nowo-Moskowskoje (deutsch Poplitten).

## Geschichte
1874 kam der Ort in den neu errichteten Amtsbezirk Taberbrück (heute polnisch: Tabórz) im Landkreis Mohrungen im Regierungsbezirk Königsberg der preußischen Provinz Ostpreußen. Am 31. Januar 1900 wurde aus dem Oberförstereibezirk Prinzwald im Gutsbezirk Taberbrück der Gutsbezirk Pörschken, Forst gebildet. Im Forstgutsbezirk Pörschken lebten im Jahre 1910 156 Menschen.
Am 30. September 1928 wurde der Gutsbezirk Pörschken, Forst in die Landgemeinde Pörschken umgewandelt, und am 24. Januar 1930 fand die Umbenennung des Amtsbezirks Taberbrück in „Amtsbezirk Pörschken“ statt. Im Jahre 1933 zählte das Dorf 117, 1939 noch 106 Einwohner. Am 1. Januar 1945 gehörte zum Amtsbezirk nur noch die Gemeinde Pörschken selbst. Die Kolonie bestand vor 1945 aus einem Dorf und einer Försterei.
Infolge des Zweiten Weltkrieges kam Pörschken mit dem südlichen Ostpreußen zu Polen und erhielt den Namen „Prośno“. Das Dorf gehört heute zur Stadt- und Landgemeinde Morąg (Mohrungen) im Powiat Ostródzki (Kreis Osterode (Ostpreußen)) innerhalb der Woiwodschaft Ermland-Masuren (1975 bis 1998 Woiwodschaft Olsztyn).

## Religionen
Vor 1945 war die Bevölkerung Pörschkens fast ausnahmslos evangelischer Konfession. Das Dorf hat keine eigene Kirche und war in deutscher Zeit in das Kirchspiel Sonnenborn–Venedien (heute polnisch: Słonecznik–Wenecja) eingepfarrt. Es gehörte zum Kirchenkreis Mohrungen (Morąg) in der Kirchenprovinz Ostpreußen der Kirche der Altpreußischen Union. Der letzte deutsche Geistliche war Pfarrer Johann Otto E. Bartsch.
Seit 1945 ist der weitaus größte Teil der Einwohnerschaft Prośnos katholischer Konfession. Der Bezug zur Pfarrkirche in Słonecznik besteht heute wieder. Die Pfarrei ist dem Dekanat Morąg im Bistum Elbląg der Katholischen Kirche in Polen zugeordnet. Evangelische Kirchenglieder gehören jetzt zur Kirchengemeinde in Morąg, die eine Filialgemeinde von Ostróda (Osterode (Ostpreußen)) in der Diözese Masuren der Evangelisch-Augsburgischen Kirche in Polen ist.